# Słabada (rejon lelczycki)
Słabada (biał. Слабада; ros. Слобода, Słoboda) – osiedle na Białorusi, w obwodzie homelskim, w rejonie lelczyckim, w sielsowiecie Tonież.

## Warunki naturalne
Słabada położona jest wśród dużego kompleksu leśno-bagiennego. W pobliżu leży Prypecki Park Narodowy.